# Campeonato Mundial de Triatlón Ironman de 2010
La 34.ª edición Campeonato Mundial de Triatlón Ironman de 2010 se celebró el 9 de octubre de 2010, en Kailua, Hawái, como en todas sus ediciones. El campeonato fue organizado por la World Triathlon Corporation (WTC).

## Clasificación

### Masculino
| Pos.    | Tiempo (h:mm:ss) | Nombre              | País      | Tiempos (h:mm:ss) | Tiempos (h:mm:ss) | Tiempos (h:mm:ss) | Tiempos (h:mm:ss) | Tiempos (h:mm:ss) |
| Pos.    | Tiempo (h:mm:ss) | Nombre              | País      | Natación          | T1                | Bici              | T2                | Atletismo         |
| ------- | ---------------- | ------------------- | --------- | ----------------- | ----------------- | ----------------- | ----------------- | ----------------- |
|         | 8:10:37          | Chris McCormack     | Australia | 51:36             | 1:43              | 4:31:50           | 1:57              | 2:43:31           |
|         | 8:12:17          | Andreas Raelert     | Alemania  | 51:27             | 1:54              | 4:32:26           | 2:05              | 2:44:25           |
|         | 8:13:14          | Marino Vanhoenacker | Bélgica   | 51:33             | 1:58              | 4:31:00           | 1:58              | 2:46:45           |
| 4º      | 8:16:53          | Craig Alexander     | Australia | 0:51:32           | 0:01:49           | 4:39:35           | 0:02:00           | 2:41:59           |
| 5º      | 8:20:11          | Raynard Tissink     | Sudáfrica | 0:52:25           | 0:01:56           | 4:30:48           | 0:02:20           | 2:52:44           |
| Fuente: |                  |                     |           |                   |                   |                   |                   |                   |

### Femenino
| Pos.    | Tiempo (h:mm:ss) | Nombre           | País        | Tiempos (h:mm:ss) | Tiempos (h:mm:ss) | Tiempos (h:mm:ss) | Tiempos (h:mm:ss) | Tiempos (h:mm:ss) |
| Pos.    | Tiempo (h:mm:ss) | Nombre           | País        | Natación          | T1                | Bici              | T2                | Atletismo         |
| ------- | ---------------- | ---------------- | ----------- | ----------------- | ----------------- | ----------------- | ----------------- | ----------------- |
|         | 8:58:36          | Mirinda Carfrae  | Australia   | 55:53             | 1:55              | 5:04:59           | 2:17              | 2:53:32           |
|         | 9:06:00          | Caroline Steffen | Suiza       | 55:57             | 2:01              | 4:59:22           | 2:53              | 3:05:47           |
|         | 9:10:04          | Julie Dibens     | Reino Unido | 53:50             | 1:56              | 4:55:27           | 2:39              | 3:16:12           |
| Fuente: |                  |                  |             |                   |                   |                   |                   |                   |

## Eventos

### Ironmans clasificatorios
| Fecha           | Evento                     | Localización                                   |
| --------------- | -------------------------- | ---------------------------------------------- |
| 13 Sep. de 2009 | Ironman Wisconsin          | Madison, Wisconsin, Estados Unidos             |
| 10 Oct. de 2009 | Ironman World Championship | Kailua, Hawái, Estados Unidos                  |
| 6 Nov. de 2009  | Ironman Florida            | Panama City Beach, Florida, Estados Unidos     |
| 22 Nov. de 2009 | Ironman Arizona            | Tempe, Arizona, Estados Unidos                 |
| 29 Nov. de 2009 | Ironman Cozumel            | Cozumel, México                                |
| 5 Dic. de 2009  | Ironman Western Australia  | Busselton, Australia Occidental, Australia     |
| 27 Feb. de 2010 | Ironman Malaysia           | Langkawi, Malasia                              |
| 6 Mar. de 2010  | Ironman New Zealand        | Taupo, Nueva Zelanda                           |
| 14 Mar. de 2010 | Ironman China              | Haikou, Hainan, China                          |
| 28 Mar. de 2010 | Ironman Australia          | Port Macquarie, Nueva Gales del Sur, Australia |
| 25 Abr. de 2010 | Ironman South Africa       | Port Elizabeth, Sudáfrica                      |
| 1 May. de 2010  | Ironman St.George          | St. George, Utah, Estados Unidos               |
| 22 May. de 2010 | Ironman Lanzarote          | Puerto del Carmen, Lanzarote, España           |
| 30 May. de 2010 | Ironman Brazil             | Florianópolis, Brasil                          |
| 13 Jun. de 2010 | Ironman Japan              | Goto, Nagasaki, Japón                          |
| 27 Jun. de 2010 | Ironman Coeur d'Alene      | Coeur d'Alene, Idaho, Estados Unidos           |
| 27 Jun. de 2010 | Ironman France             | Niza, Francia                                  |
| 4 Jul. de 2010  | Ironman Germany            | Fráncfort del Meno, Hesse                      |
| 4 Jul. de 2010  | Ironman Austria            | Klagenfurt, Austria                            |
| 25 Jul. de 2010 | Ironman Switzerland        | Zúrich, Suiza                                  |
| 25 Jul. de 2010 | Ironman Lake Placid        | Lake Placid, Nueva York                        |
| 1 Ago. de 2010  | Ironman Regensburg         | Ratisbona, Baviera                             |
| 1 Ago. de 2010  | Ironman UK                 | Bolton, Gran Mánchester, Reino Unido           |
| 29 Ago. de 2010 | Ironman Canada             | Penticton, Columbia Británica, Canadá          |
| 29 Ago. de 2010 | Ironman Louisville         | Louisville, Kentucky, Estados Unidos           |